# Niederbuchsiten
Niederbuchsiten é uma comuna da Suíça, situada no distrito de Gäu, no cantão de Soleura. Tem 5,49 km² de área e sua população em 2018 foi estimada em 1.175 habitantes.